# Derrick Lassic
(en) Statistiques sur pro-football-reference
Derrick Owens Lassic (né le 26 janvier 1970 à Haverstraw) est un joueur américain de football américain évoluant au poste de running back.

## Enfance
Lassic évolue à la North Rockland High School d'Haverstraw et en sort diplômé en 1988,. Son entraîneur de l'époque, Joe Casarella, le définit alors comme « le meilleur tailback qu'[il ait] entraîné ». Il contribue aux trois titres consécutifs de son école au niveau Section 1 Class A.

## Carrière

### Université
Après trois saisons comme remplaçant, étant notamment la doublure de Siran Stacy, Lassic devient titulaire pour sa dernière universitaire et parcourt 905 yards à la course, décrochant un titre de champion national avec l'université de l'Alabama face aux Hurricanes de Miami au Sugar Bowl 1993 dans un match qui verra Lassic recevoir le titre de MVP. 

### Professionnel
Derrick Lassic est sélectionné au quatrième tour de la draft 1993 de la NFL par les Cowboys de Dallas au 94e choix. Dès le début de la saison, il est désigné comme titulaire à la suite de négociations de contrat entre Emmitt Smith et la direction de Dallas et commence les deux premières rencontres de l'année avant d'être envoyé sur le banc au retour de Smith. Les Cowboys remportent tout de même le Super Bowl XXVIII cette saison-là. Lassic reste dans l'équipe mais fait une saison 1994 vierge du fait d'une blessure. 
En 1995, lors du draft d'expansion pour permettre aux Jaguars de Jacksonville et aux Panthers de la Caroline de compléter leurs effectifs, il est choisi au quarantième choix par les Panthers. Toutefois, une blessure lors du camp d'entraînement met un terme à sa saison et il est libéré. Il retente un retour, en 1996 avec les 49ers de San Francisco mais Lassic n'est pas conservé dans l'effectif pour les matchs de pré-saison. Après un dernier essai du côté de la Ligue canadienne de football et les Argonauts de Toronto en 1998 qui ne le voit même pas jouer une rencontre, il prend sa retraite. 